# Vora del Pacífic

Països de la frontera blava de la Vora del Pacífic.

Vora del Pacífic comprèn els territoris que estan al voltant de la costa de l'Oceà Pacífic. La conca inclou tant la costa com les illes a l'Oceà Pacífic. La conca del Pacífic se superposa aproximadament amb el geològic Cinturó de Foc del Pacífic.

## Llista de països a la Vora del Pacífic
Aquesta és una llista de països que són generalment considerats part de la conca del Pacífic, ja que es troben al llarg de l'oceà Pacífic.
| - Àsia oriental - Rússia - Japó - Corea del Nord - Corea del Sud - R.P. de la Xina - Hong Kong - Macau - Taiwan - Àsia Sud-oriental - Vietnam - Cambodja - Tailàndia - Malàisia - Singapur - Brunei - Indonèsia - Filipines - Timor Oriental | - Oceania (Estat sobirà) - Austràlia - República de Palau - Micronèsia - Papua Nova Guinea - Salomó - Nauru - Illes Marshall - Vanuatu - Nova Zelanda - Tuvalu - Fiji - Kiribati - Tonga - Samoa - Niue - Illes Cook | - Oceania (Territori dependent) - Organització territorial d'Austràlia - Illa Norfolk - Regne de Nova Zelanda - Tokelau - Territoris d'Ultramar Francesos - Nova Caledònia - Wallis i Futuna - Polinèsia Francesa - Territoris Britànics d'Ultramar - Illes Pitcairn - Àrea insular dels Estats Units - Illes Mariannes Septentrionals - Guam - Samoa Nord-americana - Estats Units - Hawaii - Illes esporàdiques xilenes - Illa de Pasqua | - Amèrica del Nord - Canadà - Estats Units - Mèxic - Amèrica Central - Guatemala - El Salvador - Hondures - Nicaragua - Costa Rica - Panamà - Amèrica del Sud - Colòmbia - Equador - Perú - Xile |

## Comerç
El Pacífic és un somriure d'enviaments a l'estranger. Les nacions de la conca són llar de 29 dels 50 ports d' embarcament de contenidors més actius del món:
| - Corea del Sud - Busan (5è) - Japó - Yokohama (36è) - Tòquio (25è) - Nagoya (47è) - Kobe (49è) - Taiwan - Kaohsiung (12è) - Hong Kong - Hong Kong (3è) | - R.P. de la Xina - Shanghai (1è) - Shenzhen (4è) - Ningbo (6è) - Guangzhou (7è) - Tsingtao (8è) - Tianjin (10è) - Xiamen (19è) - Dalian (21è) - Lianyungang (30è) - Yingkou (34è) | - Filipines - Manila (37è) - Vietnam - Saigon (28è) - Tailàndia - Laem Chabang (22è) - Malàisia - Port Klang (13è) - Tanjung Pelepas (16è) - Singapur - Singapur (2è) | - Indonèsia - Jakarta (24è) - Surabaya (38è) - Canadà - Vancouver (50è) - Estats Units - Los Angeles (17è) - Long Beach (18è) - Seattle/Tacoma (48è) - Panamà - Balboa (43è) |

## Organitzacions a la Vora del Pacífic
Diverses Organitzacions intergovernamentals i no governamentals es concentren a la conca del Pacífic, incloent-hi l'APEC, l' EWC, la SPRC i l' IAR. A més, els exercicis navals RIMPAC que són coordinats pel Comandament del Pacífic dels Estats Units.